# Delmar (Delaware)
Pour les articles homonymes, voir Delmar.
Delmar est une ville américaine située dans le comté de Sussex, dans l'État du Delaware. Il s'agit de la ville « jumelle » de Delmar, dans le Maryland voisin. Delmar est d'ailleurs un mot-valise de Delaware et Maryland.

## Démographie
| 1880 | 1890 | 1900 | 1910 | 1920 | 1930 |
| ---- | ---- | ---- | ---- | ---- | ---- |
| 130  | 360  | 444  | 530  | 780  | 838  |

| 1940 | 1950  | 1960 | 1970 | 1980 | 1990 |
| ---- | ----- | ---- | ---- | ---- | ---- |
| 881  | 1 015 | 934  | 943  | 948  | 962  |

| 2000  | 2010  | - | - | - | - |
| ----- | ----- | - | - | - | - |
| 1 407 | 1 597 | - | - | - | - |

Selon le recensement de 2010, Delmar compte 1 597 habitants. La municipalité s'étend sur 1,77 milles carrés (4,58 km2).